# 天津英国文法学校
天津英国文法学校，又称英国公学，其前身为1905年天津英租界内英国侨民捐资设立的安立甘教会学校。1918年春，教会学校被移交给天津英租界工部局接管，从此学校被称为天津英国文法学校。1941年，天津英国文法学校因被日军占领而停止运作。战后，英国曾试图恢复该校，未能成功。校舍先后被天津市地方行政干部党政训练团、天津市民政局占据。1955年后，天津市第二十中学迁入天津英国文法学校校址办学至今，但校舍产权在法理上仍属英国，直至1987年中英两国签署协定厘清产权，天津英国文法学校财产正式归中国所有。

## 历史沿革

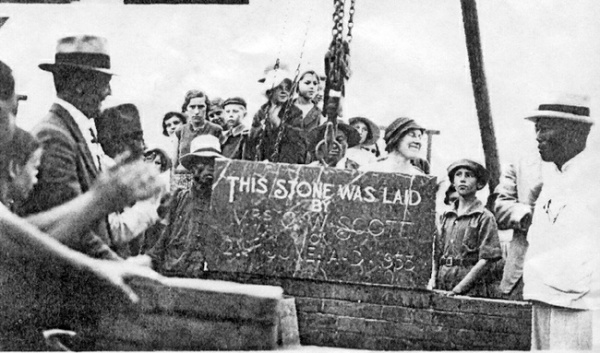
1926年英国文法学校举行奠基仪式

1905年，天津英租界内英国侨民捐款在天津英租界工部局赠与的地基上创办了安立甘教会学校，宗旨是“以英语为媒介，促进驻津英语母语儿童的教育。”1918年春，教会学校被移交给天津市英租界工部局接管，从此学校被称为天津英国文法学校。
1926年，在天津英租界剑桥道和马场道之间，由永固工程司库克和安德森设计的天津英国文法学校新校舍举行奠基仪式。1928年，建成并投入使用，英国文法学校搬入，该校对一切外国侨民开放，但设备紧张时，优先录取英国儿童。优先招收英国学童入学的招生政策致使部分华人居民子女需到租界外的南开中学等校就读，此举引发天津英租界华人居民的不满，促成了1927年面向英租界华人教育的天津公学成立。
1941年，太平洋战争爆发。12月8日，日军占领天津英租界，日军闯入教学楼遣散学生。日本占领英国文法学校并改为宫岛小学。1942年，日本宫岛西町的宫岛女子高级中学迁校至此。1945年，日本投降后，宫岛女子高级中学撤出。英国曾试图恢复英国文法学校未果，校址成为办公用房。

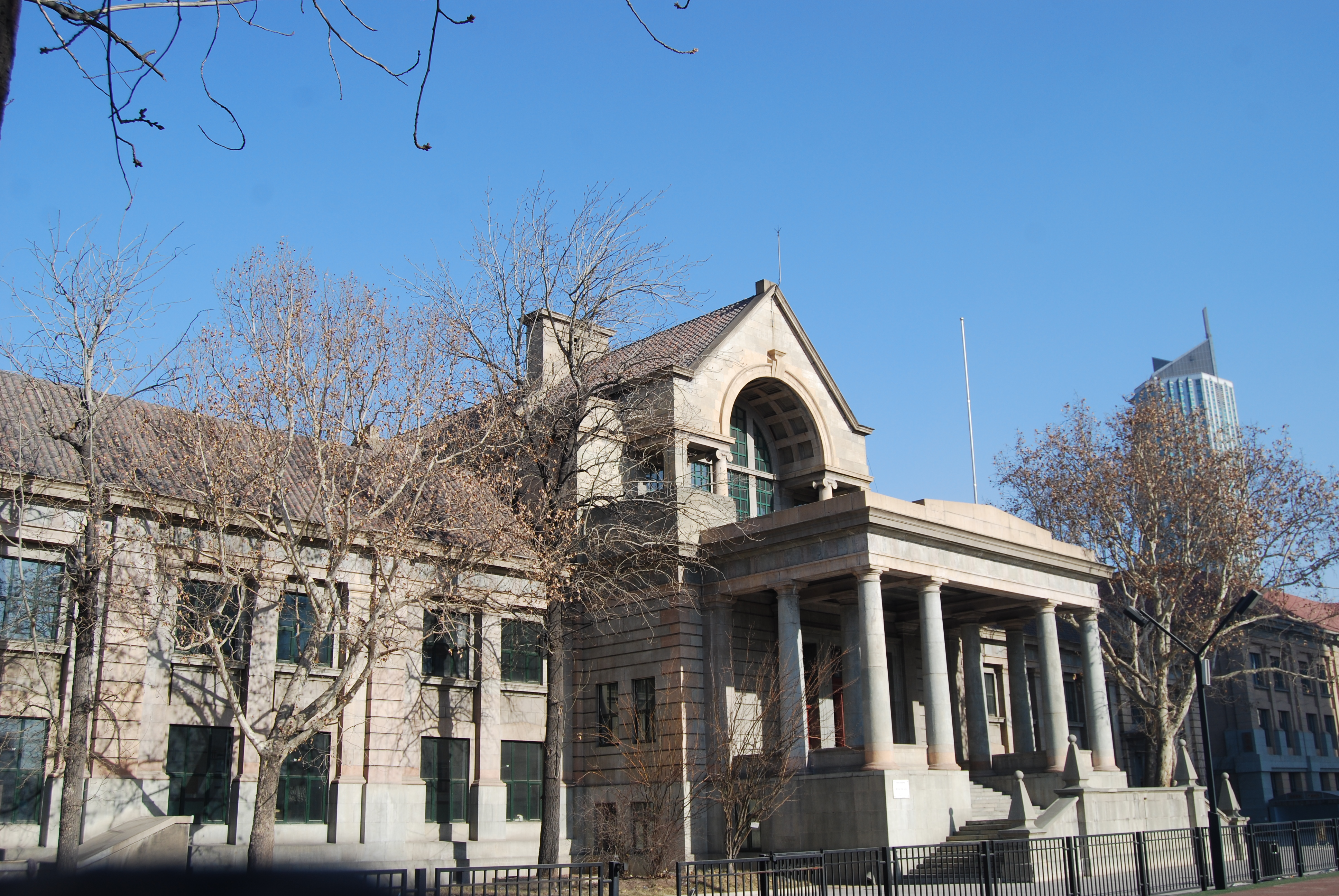
天津英国文法学校校址现状

1947年3月，天津市地方行政干部党政训练团在英国文法学校校址成立，团主任杜建时，同年5月正式开办第一期，先后举办七期，至1948年10月结束。1949年1月，原英国文法学校主楼被天津市民政局用于办公场所。1954年，天津市人民政府批准将市民政局占据的原英国文法学校校址划拨给天津市第二十中学使用。1955年，天津第二十中学搬入该建筑办学至今。因此，天津第二十中学并非继承自天津英国文法学校。1987年，中英两国政府签署协定，厘清了历史上两国间遗留下的全部资产问题，天津英国文法学校财产正式归中国所有。

## 校友
- 埃里克·利德尔，苏格兰人，1924年巴黎奥运会400米赛跑冠军。生于中国天津，5岁前曾就读于英国文法学校幼儿部。
- 爱泼斯坦，犹太裔中国人，中文名艾培，记者、作家。1928年至1930年在天津英国文法学校学习。
- 約翰·赫西，美国作家，在英国文法学校里是爱泼斯坦的同班同学。[5]
- 玛格·芳登，英国首席芭蕾舞表演家。在她的时代，被许多人认为是英国最出色的女芭蕾舞表演者。
- 齐啸云，京剧净角演员。

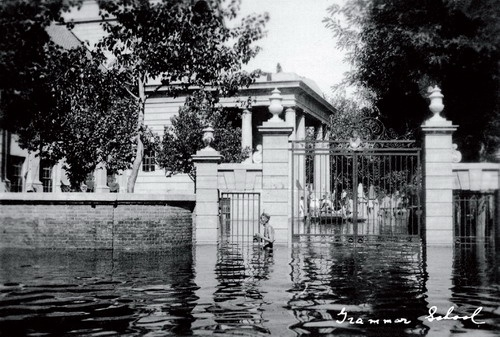
1939年天津水灾中的文法学校

- 德斯蒙德·鲍尔，Desmond Power，中文名庞力权，加拿大人。1938年，高中毕业于英国文法学校（Tientsin Grammar School），《小洋鬼子》（little foreign devil）的作者。